# Henry Pelham
Henry Pelham (Laughton, 25 settembre 1694 – Londra, 6 marzo 1754) è stato un politico inglese.
È stato Primo Ministro del Regno di Gran Bretagna dal 27 agosto 1743 al 6 marzo 1754.

## Biografia

### I primi anni

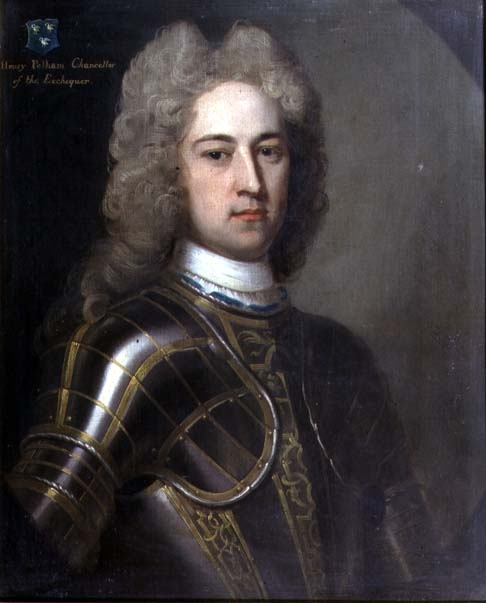
Il giovane Henry Pelham in un ritratto del 1720 circa

Henry Pelham, era il figlio minore di Thomas Pelham, I barone Pelham di Laughton e di sua moglie, lady Grace Holles, figlia di Gilbert Holles, III conte di Clare e di Grace Pierrepont. Egli venne educato alla Westminster School per poi passare al college di Hart Hall, Oxford che ancora oggi lo onora con una società sportiva locale che porta il suo nome, la "Sir Henry Pelham Gentlemen's Sporting Society". Volontario nella Battaglia di Preston del 1715, egli trascorse anche del tempo sul continente e nel 1717 entrò in parlamento in rappresentanza di Seaford, incarico che mantenne sino al 1722.

### L'inserimento nel governo
Attraverso l'influenza della famiglia e le raccomandazioni di Robert Walpole, Henry venne prescelto nel 1721 quale Lord of the Treasury e l'anno successivo fece ritorno nel Sussex. Nel 1724 divenne Secretary at War, ma scambiò questo incarico nel 1730 per quello di più lucrativo di Paymaster of the Forces. Egli si avvalse per questo fortemente del supporto di Walpole anche nella questione delle tassazioni. Pelham, Newcastle e il primo ministro erano soliti incontrarsi a Houghton Hall, nel Norfolk, dove diressero gran parte della politica di quegli anni, al punto da denominare tale politica il Congresso di Norfolk. Con Walpole, egli fu patrocinatore e reggente del Foundling Hospital, un popolare ospedale di carità per bambini abbandonati aperto nel 1739.

### Primo ministro
Nel 1742 vi fu una coalizione di partiti di governo che scelse poi a primo ministro per l'anno successivo proprio Henry Pelham, affidandogli nel contempo anche gli incarichi di First Lord of the Treasury, Cancelliere dello Scacchiere e Leader della Camera dei Comuni.
Guidando il paese in un forte periodo di pace, Pelham portò avanti l'influenza inglese nella Guerra di successione austriaca sebbene la popolazione inglese accogliesse tale decisione come superficiale. Re Giorgio II, colpito negativamente dalla politica estera, aveva dal 1746 dimostrato sempre maggiori aperture verso William Pulteney, ma la sua proposta venne messa a tacere dall'immediata dimissione di Pelham che mise a nudo l'incapacità di lord Bath e la necessità di richiamare Pelham al governo su richiesta del re.
Nel 1749 venne approvato il Consolidation Act, riorganizzando la Royal Navy. Il 20 marzo 1751, venne riorganizzato il calendario britannico (ad esempio il New Year's Day venne ufficializzato il 1º gennaio); l'Inghilterra adottò inoltre il Calendario gregoriano due anni più tardi. Due degli ultimi atti finali del governo di Pelham furono il Jew Act of 1753, che consentiva agli Ebrei di venire naturalizzati inglesi, ed il Marriage Act of 1753, che stabiliva l'età minima per contrarre matrimonio. Alla sua morte, suo fratello il duca di Newcastle-upon-Tyne ottenne il governo come primo ministro inglese.

## Matrimonio e figli
Pelham sposò Lady Catherine Manners, figlia di John Manners, II duca di Rutland, nel 1726. La coppia ebbe quattro figlie:
- Catherine (1727–1760), sposò nel 1744 Henry Clinton, IX conte Clinton, il quale per matrimonio divenne II duca di Newcastle-under-Lyne
- Frances (1728–1824), morì nubile
- Grace (1735–1777), sposò 1752 Lewis Watson, il quale nel 1760 venne creato Barone Sondes
- Mary (1739–1???), morì nubile

Le carte personali di Pelham vennero ereditate da suo genero come parte della Collezione Newcastle (oggi Clumber) conservata presso il dipartimento di Manoscritti e Collezioni Speciali dell'Università di Nottingham.

## Ascendenza
|                                    |                                |                                      | Genitori                                         |  |  | Nonni |  |  | Bisnonni                        |  |  | Trisnonni                      |  |
|                                    |                                |                                      |                                                  |  |  |       |  |  | sir Thomas Pelham, II baronetto |  |  | sir Thomas Pelham, I baronetto |  |
|                                    |                                |                                      |                                                  |  |  |       |  |  | sir Thomas Pelham, II baronetto |  |  | sir Thomas Pelham, I baronetto |  |
|                                    |                                | Mary Walsingham                      |                                                  |  |  |       |  |  | sir Thomas Pelham, II baronetto |  |  |                                |  |
| sir John Pelham, III baronetto     |                                |                                      |                                                  |  |  |       |  |  | sir Thomas Pelham, II baronetto |  |  |                                |  |
|                                    |                                | Mary Wilbraham                       | sir Roger Wilbraham                              |  |  |       |  |  |                                 |  |  |                                |  |
|                                    |                                | Mary Wilbraham                       | sir Roger Wilbraham                              |  |  |       |  |  |                                 |  |  |                                |  |
|                                    |                                | Mary Wilbraham                       | Mary Baber                                       |  |  |       |  |  |                                 |  |  |                                |  |
| Thomas Pelham, I barone Pelham     |                                | Mary Wilbraham                       |                                                  |  |  |       |  |  |                                 |  |  |                                |  |
|                                    |                                | Robert Sidney, II conte di Leicester | Robert Sidney, I conte di Leicester              |  |  |       |  |  |                                 |  |  |                                |  |
|                                    |                                | Robert Sidney, II conte di Leicester | Robert Sidney, I conte di Leicester              |  |  |       |  |  |                                 |  |  |                                |  |
|                                    |                                | Robert Sidney, II conte di Leicester | Barbara Gamage                                   |  |  |       |  |  |                                 |  |  |                                |  |
| lady Lucy Sidney                   |                                | Robert Sidney, II conte di Leicester |                                                  |  |  |       |  |  |                                 |  |  |                                |  |
|                                    |                                | lady Dorothy Percy                   | Henry Percy, IX conte di Northumberland          |  |  |       |  |  |                                 |  |  |                                |  |
|                                    |                                | lady Dorothy Percy                   | Henry Percy, IX conte di Northumberland          |  |  |       |  |  |                                 |  |  |                                |  |
|                                    |                                | lady Dorothy Percy                   | lady Dorothy Devereux                            |  |  |       |  |  |                                 |  |  |                                |  |
| hon. Henry Pelham                  |                                | lady Dorothy Percy                   |                                                  |  |  |       |  |  |                                 |  |  |                                |  |
|                                    | John Holles, II conte di Clare | John Holles, I conte di Clare        |                                                  |  |  |       |  |  |                                 |  |  |                                |  |
|                                    | John Holles, II conte di Clare | John Holles, I conte di Clare        |                                                  |  |  |       |  |  |                                 |  |  |                                |  |
|                                    | John Holles, II conte di Clare | Anne Stanhope                        |                                                  |  |  |       |  |  |                                 |  |  |                                |  |
| Gilbert Holles, III conte di Clare | John Holles, II conte di Clare |                                      |                                                  |  |  |       |  |  |                                 |  |  |                                |  |
|                                    |                                | Elizabeth Vere                       | Horace Vere, I barone Vere di Tilbury            |  |  |       |  |  |                                 |  |  |                                |  |
|                                    |                                | Elizabeth Vere                       | Horace Vere, I barone Vere di Tilbury            |  |  |       |  |  |                                 |  |  |                                |  |
|                                    |                                | Elizabeth Vere                       | Mary Tracy                                       |  |  |       |  |  |                                 |  |  |                                |  |
| lady Grace Holles                  |                                | Elizabeth Vere                       |                                                  |  |  |       |  |  |                                 |  |  |                                |  |
|                                    |                                | hon. William Pierrepont              | Robert Pierrepont, I conte di Kingston-upon-Hull |  |  |       |  |  |                                 |  |  |                                |  |
|                                    |                                | hon. William Pierrepont              | Robert Pierrepont, I conte di Kingston-upon-Hull |  |  |       |  |  |                                 |  |  |                                |  |
|                                    |                                | hon. William Pierrepont              | Gertrude Talbot                                  |  |  |       |  |  |                                 |  |  |                                |  |
| Grace Pierrepont                   |                                | hon. William Pierrepont              |                                                  |  |  |       |  |  |                                 |  |  |                                |  |
|                                    |                                | Elizabeth Harries                    | sir Thomas Harries, I baronetto                  |  |  |       |  |  |                                 |  |  |                                |  |
|                                    |                                | Elizabeth Harries                    | sir Thomas Harries, I baronetto                  |  |  |       |  |  |                                 |  |  |                                |  |
|                                    |                                | Elizabeth Harries                    | Eleanor Giffard                                  |  |  |       |  |  |                                 |  |  |                                |  |
|                                    |                                | Elizabeth Harries                    |                                                  |  |  |       |  |  |                                 |  |  |                                |  |